# Кто боится вольных каменщиков? Феномен масонства
«Кто боится вольных каменщиков? Феномен масонства» — книга Александра Пятигорского, в которой рассматривается феномен масонства и его влияние на общество.

## История создания
В 1997 году в лондонском издательстве «Harvill Press» вышла книга русского философа и историка религии, профессора лондонского университета, Александра Пятигорского «Who’s Afraid of Freemasons? The Phenomenon of Freemasonry».

### Информация о русском издании
- Пятигорский А. Кто боится вольных каменщиков? Феномен масонства. Авторизованный перевод с английского К. Боголюбова. Под общей редакцией К. Кобрина. — М.: «Новое литературное обозрение».

#### Характеристики
Серия: Интеллектуальная история
Год издания: 2009
Тип обложки: переплет
Страниц: 448
Вес: 600 г
ISBN 978-5-86793-663-1

## Содержание
В книге четыре раздела: «Введение», «История», «Ритуалы и мифология» и «Заключение». «Введение» представляет собой рассуждение автора о методе, который будет применяться в разных частях книги. Постоянные отсылки к применяемому методу, его объяснение и примеры его действия при рассмотрении различных аспектов крайне оригинальны для книги Пятигорского, как русского автора, написавшего книгу на английском языке и издавшего её первоначально в Соединенном Королевстве.
В книге присутствуют очерки о истории британского и американского масонства, их феноменологический анализ как явления и детализированное рассмотрение масонского ритуала. Сама книга Александра Пятигорского не является ни апологетической, ни критической к объекту описания, она не столько история «вольных каменщиков», сколько анализ рефлексии как самих масонов, так и исторического изменения отношения к масонству.

В самом начале, на первой странице «Предисловия», Александр Пятигорский объясняет: 
Во-первых, это — книга о масонстве, как об объекте мысли: о том, что масоны думают о масонстве и о себе самих, о том, что прочие люди думают о масонах, о том, что автор, Александр Пятигорский, думает о том, что масоны и прочие люди думают о том же объекте. Во-вторых, эта книга о «феномене масонства» в тривиальном научно-популярном смысле — о масонстве, как о факте или сумме фактов.
 И только второй подход Пятигорского роднит книгу с «научной» историографией масонства.

Автор тщательнейшим образом обговаривает свою позицию так называемого «наблюдателя». Пятигорский говорит следующее: 
Метафорически её можно представить в виде сложной системы зеркал. Сначала — зеркало, которое сами масоны держат перед собой. Затем — непосвященная публика, подглядывающая за масонством в зеркале своих расположений, предрассудков, фобий. Наконец, автор, ищущий (и находящий!) своим зерцалом как отражения зеркал предыдущих наблюдателей, так и отражения самого масонства. И это не все. Существует еще одно зеркало, тайное и всемогущее, в которое автор подглядывает за собой, совершающим все вышеперечисленное.
 Только с ним «наблюдатель» становится «феноменологом», «философом».